# Livre de Cerne
Le livre de Cerne est un livre de prières du IXe siècle en vieil anglais, probablement rédigé entre 820 et 840 pour l'évêque Æthelwold de Lichfield (818-30), et conservé aujourd'hui à la bibliothèque de l'Université de Cambridge (MS Ll. 1. 10). Il contient une collection de prières, de psaumes et de divers éléments bibliques, dont le récit de la Passion de chacun des quatre Évangiles, ainsi qu'une version très ancienne d'une pièce narrative liturgique, la Descente aux Enfers. Le livre de Cerne témoigne d'influences concurrentes, notamment irlandaises et anglo-saxonnes, mais aussi continentales dans les textes et l'ornementation.
Autour de ces éléments centraux anciens, des ajouts sont réalisés entre les XIVe et XVIe siècles, qui évoquent l'abbaye de Cerne dans le Dorset, d'où le nom ultérieur de l'ensemble de l'ouvrage.

## Contenu et organisation
Le cœur du codex original, qui remonte au haut Moyen-Âge anglo-saxon, est composé de six sections distinctes mais dont l'assemblage offre une véritable cohérence conceptuelle. Ces sections sont organisées dans l'ordre qui suit :
1. Une exhortation à la prière en vieil-anglais, folio 2r[N 1]. Il s'agit de l'un des plus anciens exemples connus de prose rédigée en vieil-anglais[1].
2. Des extraits du Nouveau Testament sur les folios 2v à 40r. Ces extraits traitent de la Passion et de la Résurrection du Christ. Une miniature polychrome en pleine page associée à des inscriptions latines précède les extraits de chacun des Évangiles[2].
3. Un poème en acrostiche sur le folio 21r, écrit en latin avec des alternances de couleur d'encre sur chaque vers. Le poème forme le nom de l'évêque Ædeluald (Aedeluald episcopus)[3].
4. Une série de prières et d'hymnes sur les folios 43r à 87v, écrits en latin avec des gloses en vieil anglais[4].
5. Un psautier abrégé sur les folios 87v à 98r, contenant 272 vers. Les psautiers classiques de cette époque contiennent en principe 365 vers. Bien que cette forme abrégée évoque de possibles influences irlandaises, le texte des psaumes est repris de la version des textes bibliques en latin ancien, ce qui tend à confirmer une composition plutôt anglo-saxonne[5].
6. Une version de la Descente aux Enfers, sur les folios 98v à 99v. Il s'agit d'un dialogue narratif inspiré de textes néo-testamentaires apocryphes, et le texte présent dans le livre constitue sans doute la plus ancienne version connue de cette pièce. Il existe un lien clair entre cette partie et la section du psautier qui précède, car les vers de la Descente aux Enfers pastichent la versification des psaumes. Ce parallèle, ainsi que la structure métrique des hymnes qui y apparaissent, évoquent une influence irlandaise[6].

Ce noyau central est enrichi ultérieurement par deux ensembles de documents qui viennent l'encadrer, datant du XIVe siècle jusqu'au début du XVIe siècle. Ces ajouts traitent de l'abbaye bénédictine de Cerne dans le Dorset, d'où le nom actuel du codex. La première partie, qui ouvre le livre, est composée de 26 feuillets contenant une quarantaine de chartes ayant trait à l'abbaye de Cerne, ainsi que d'une prière attribuée à saint Augustin et qui date du XIVe siècle. La seconde partie, en fin de livre, contient 28 feuillets comprenant un texte du De Beata Maria, et un inventaire des reliques conservées à l'abbaye entre le XIVe et XVIe siècles (jusqu'à la Dissolution d'Henri VIII).

## Écriture
Le texte est rédigé en cursive minuscule mercienne de grande qualité, et sans variation notable à travers l'ensemble des textes anglo-saxons originaux du IXe siècle. La minuscule est occasionnellement émaillée de lettres en capitale, onciale et semi-onciale qui sont insérées dans le texte pour mettre en valeur certains éléments. Il est probable qu'un scribe unique est responsable de la rédaction du texte anglo-saxon original.

## Origine

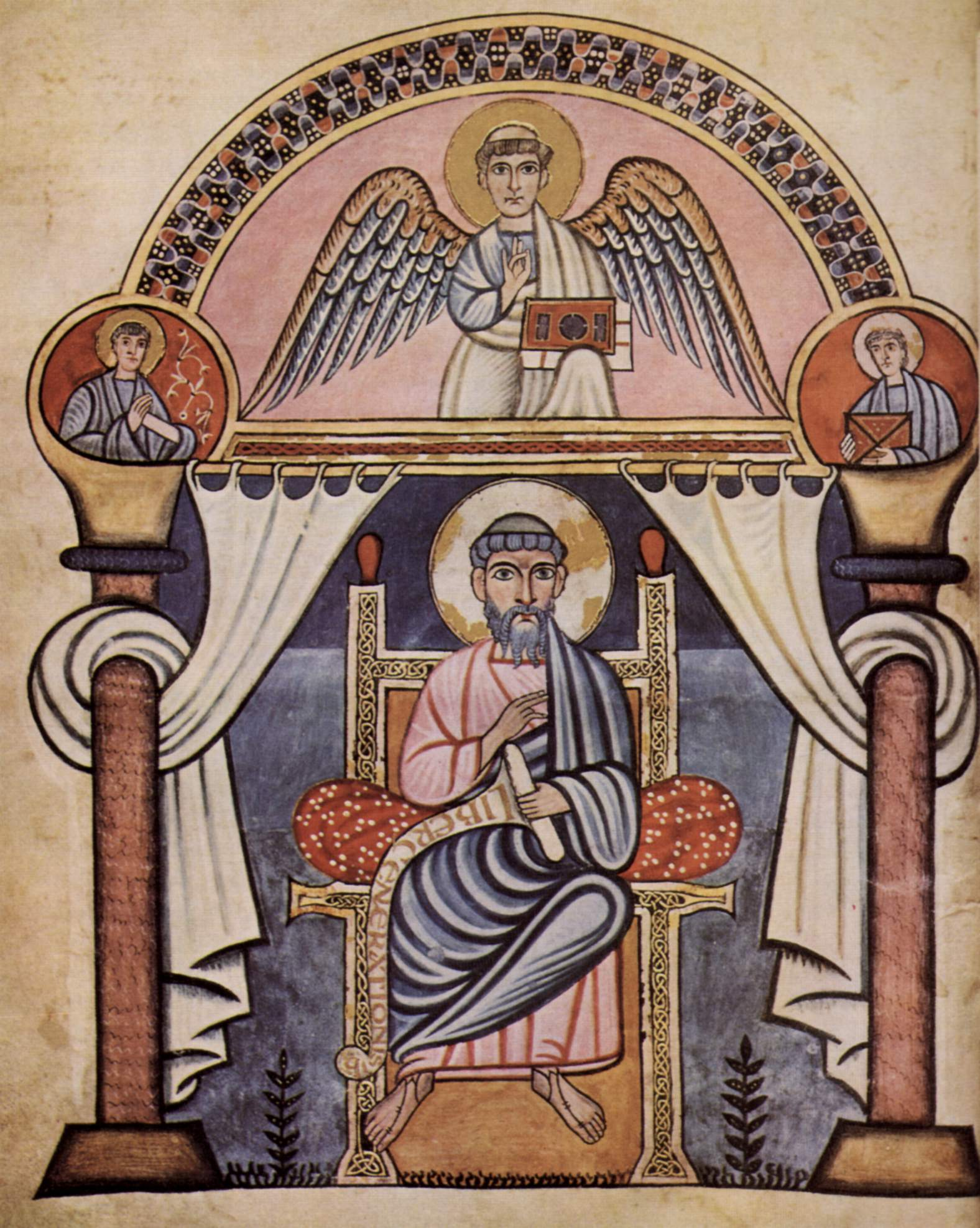
Matthieu l'Évangéliste, miniature du Codex Aureus de Cantorbéry qui appartient comme le livre de Cerne au groupe de manuscrits dit « de Cantorbéry ».

À l'image de plusieurs autres manuscrits qui sont associés dans le groupe dit « de Cantorbéry/Tiberius », le scriptorium d'où provient le livre de Cerne est inconnu. La question de l'origine du manuscrit est l'objet de nombreux débats de spécialistes, notamment parce qu'il s'y trouve deux références à l'évêque « Oeðelpald » (Ædeluald), probable commanditaire du codex. L'identité de cet évêque est sujette à débat. Pour certains chercheurs, il s'agirait de l'évêque Æthilwald de Lindisfarne en Northumbrie, en poste entre 721 et 740, mais pour d'autres il s'agirait de l'évêque Æthelwald de Lichfield en Mercie qui dirige le diocèse de 818 à 830. L'attribution à Lidinsfarne est assez ancienne puisqu'elle est déjà proposée en 1868 par l'historien J.O. Westwood, puis cette théorie reçoit différents soutiens de la part d'autres autorités comme Bishop, Henry ou Dumville. Mais les tenants de l'hypothèse mercienne réfutent cette piste. C'est Kuypers qui, en 1902, avance prudemment le nom de l'évêque de Lichfield comme commanditaire du livre, et la recherche récente tend à appuyer cette autre approche avec des auteurs comme Moorish, Wormald, Robinson, Brown, Walker et Webster.
Un autre débat concerne l'identification de la provenance, du scriptorium où le manuscrit initial est produit. L'hypothèse d'une production mercienne est aujourd'hui généralement acceptée comme la plus probable, au vu des éléments paléographiques, codicologiques et stylistiques qu'on y observe, et en particulier le type d'écriture employée ainsi que les éléments décoratifs des miniatures et du texte. Néanmoins, le manuscrit est encore souvent assimilé à un groupe de manuscrits anglo-saxons appelé le groupe de Cantorbéry, ou encore groupe de Tiberius, et qui se compose de plusieurs manuscrits importants comme le Psautier Vespasien (Londres, British Library, Cotton Vespasien A.i.), le Codex Aureus de Cantorbéry (Stockholm, Bibliothèque royale de Suède, MS A.135), l'Évangéliaire Barberini (Bibliothèque apostolique vaticane, MS lat.570) ou encore la Bible royale de la British Library (MS I.E.vi). Les caractéristiques communes à ces ouvrages sont les suivantes :
- l'emploi de la cursive minuscule pour les œuvres les plus tardives du groupe, ce qui est particulièrement vrai pour le livre de Cerne ;
- l'emploi d'une cursive entrelacée dans laquelle chaque lettre est reliée à sa voisine par un effet « tête d'animal » ;
- l'usage d'ornements zoomorphiques de l'écriture, semblables aux ouvrages en métal contemporains du IXe siècle, assimilables au style de Trewhiddle et caractérisés par l'emploi d'animaux contorsionnés et entrelacés, ainsi que d'arabesques en feuilles.

T.D. Kendrick observe toutefois que le livre de Cerne offre un style particulier qu'il estime distinct des autres manuscrits du groupe de Cantorbéry ; il propose alors une origine mercienne. Au cours des années 1950, les deux spécialistes S.M. Kuhn et K. Sisam s'opposent sur la question : Kuhn est affirmatif sur le lien entre le manuscrit et l'évêque de Lichfield, ce qui le pousse à attribuer l'ensemble du groupe à la Mercie, et en particulier à Lichfield. Sisam confirme au contraire que l'ensemble est de type Kentique ou Cantorbérien ; il reconnaît toutefois les particularismes du livre de Cerne et le voit comme un intrus provincial ou mercien. Enfin, les recherches plus récentes de Michelle Brown réintègrent le codex au sein du groupe Cantorbéry / Tiberius, et estime qu'ils sont tous rédigés en Mercie, Kent et Wessex entre les VIIIe et IXe siècles, dans une vaste région qu'elle qualifie de « Schriftprovinz mercienne ». Elle conclut par ailleurs que le livre de Cerne est rédigé soit dans un scriptorium de Worcester, soit à Lichfield.

## Conservation et propriétaires
L'histoire du manuscrit après sa rédaction est également peu connue, et mène à différentes hypothèses. Il est toutefois possible qu'après avoir été rédigé au tournant des IXe et Xe siècles, le codex soit déplacé plus loin vers l'ouest, peut-être à Worcester, voire dans le Wessex. Cet éloignement, en compagnie d’autres manuscrits, vise alors à fournir un environnement plus sûr pour protéger le livre des possibles incursions des Vikings.
En dépit des ajouts ultérieurs de textes liés à l'abbaye bénédictine de Cerne, il n'est pas certain que l'ouvrage y fut jamais conservé. La seule certitude, basée sur la recherche codicologique, réside dans le fait que ces documents sont rattachés au manuscrit initial à une époque qui se situe quelque part entre la Dissolution des monastères au XVIe siècle sous Henri VIII, et l'année 1697.
La première évocation historique du livre de Cerne se trouve dans l'inventaire de la bibliothèque personnelle de John Moore, évêque de Norwich (1691-1707) puis d'Ely (1707-1714), paru dans le Catalogi Librorum Manuscriptorum que rédige le professeur Edward Bernard en 1697. À la mort de Moore en 1714, l'ensemble de sa bibliothèque est rachetée par le roi George Ier pour la somme de 6 000 guinées. Le roi fait ensuite don de ce fonds à l'université de Cambridge le 20 septembre 1715.